# Ardmona
Ardmona es una localidad en el valle Goulburn en el centro de Victoria, Australia. Se encuentra a 10 km al este de Shepparton y está localizada en la región del gobierno local de la ciudad de Greater Shepparton. La carretera de Midland pasa por el sur de Ardmona.

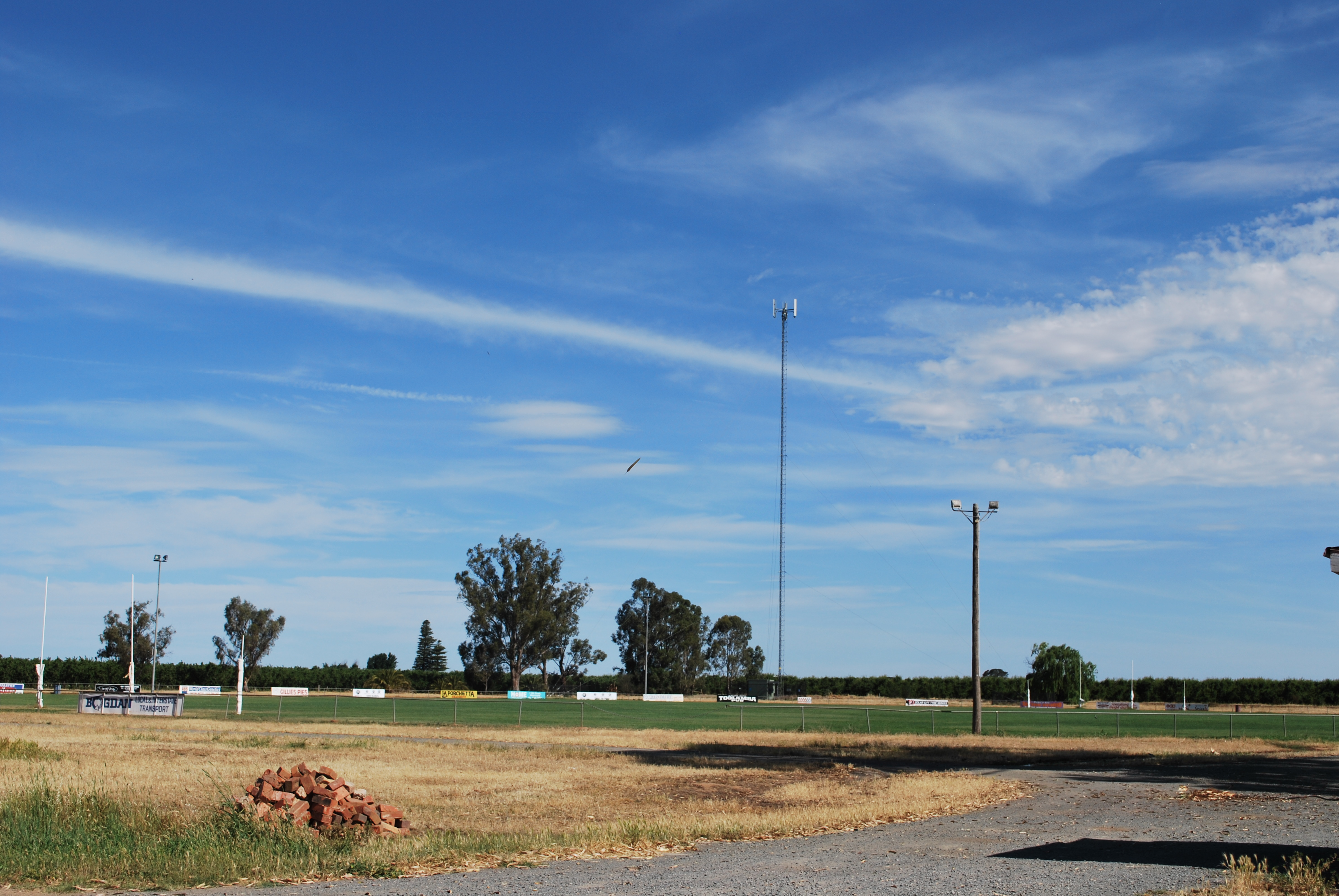
Football Field located in Ardmona

La ciudad adquiere su nombre de una granja cuyos dueños eran Charles y Lochie McDonald, que fue adquirida por un sindicato privado en 1886 y subdividida para convertirse en el primer establecimiento irrigado de Victoria. Uno de los cinco miembros del sindicato era el horticultor y periodista [./https://en.wikipedia.org/wiki/John_West_(horticulturist) John West].
Ardmona ofrece varias comodidades como un almacén, una escuela primaria y un campo de fútbol. SPC Ardmona, una compañía australiana, tiene su fábrica principal localizada cerca de Shepparton. Ardmona solía tener una iglesia anglicana pero fue vendida en 2014 después de haber estado en desuso por más de cinco años.